# Acontia yemenensis
Acontia yemenensis är en fjärilsart som beskrevs av George Francis Hampson 1918. Acontia yemenensis ingår i släktet Acontia och familjen nattflyn. Inga underarter finns listade i Catalogue of Life.